# Симферопольская и Крымская епархия
Симферо́польская и Кры́мская епа́рхия — епархия Русской православной церкви, объединяющая приходы и монастыри в юго-западной части Республики Крым (в границах городских округов Алушта, Евпатория, Саки, Симферополь и Ялта, а также Бахчисарайского, Белогорского, Кировского, Сакского, Симферопольского и Черноморского районов). Входит в состав Крымской митрополии.
Основана в 1859 году. С 1990 года была в составе УПЦ МП, 7 июня 2022 года решением Священного синода РПЦ епархия принята в непосредственное подчинение Священному синоду Русской Православной Церкви.
Кафедральный город — Симферополь, кафедральные соборы — Александро-Невский и Петропавловский.
Правящий архиерей с 11 октября 2023 года — Тихон (Шевкунов), митрополит Симферопольский и Крымский.
В епархии действует Таврическая духовная семинария и катехизаторские курсы.

## История

### Предыстория

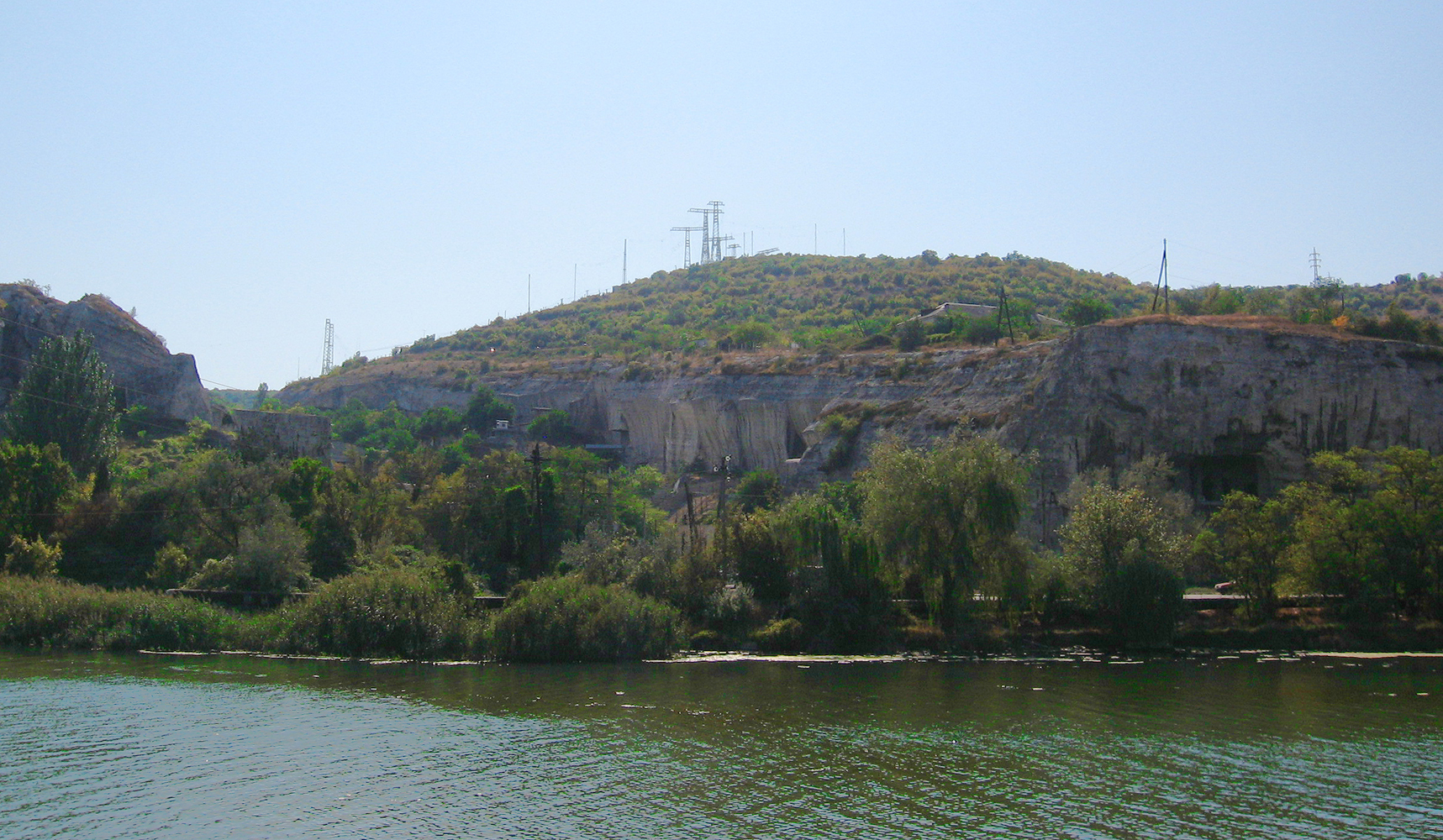
Каменоломенный овраг близ Инкермана, место где отбывал работы по добыче камня Климент Римский, римский папа

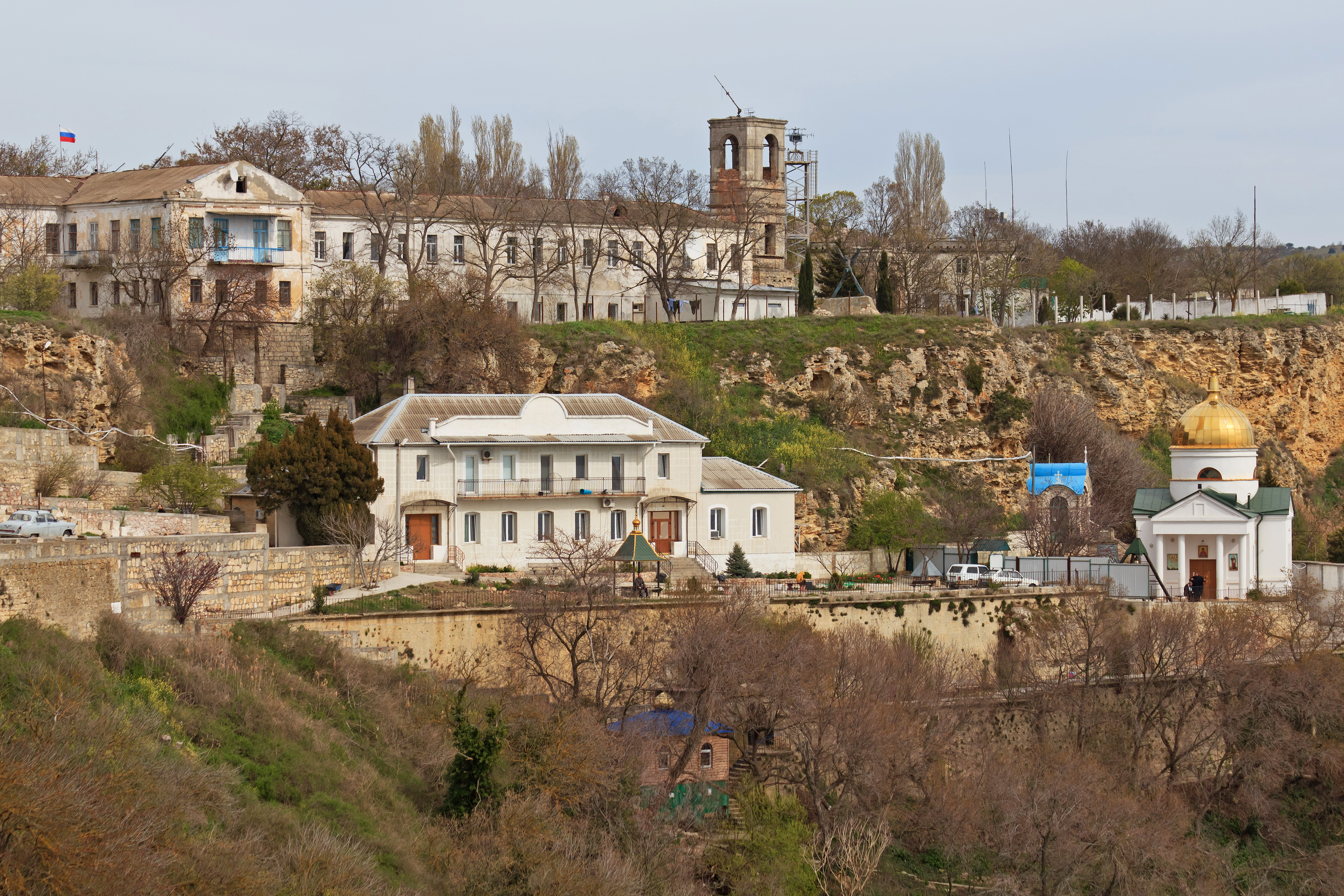
Балаклавский Георгиевский монастырь — один из древнейших в Крыму

По преданию, в Крыму проповедовали святые апостол Андрей Первозванный и равноапостольные братья Кирилл и Мефодий. В Херсонесе принял крещение равноапостольный великий князь Владимир Святославич. После утверждения в Крыму самостоятельных кафедр к началу IV века, православные иерархи пребывают на полуострове почти без перерывов.
Уже в 96 году в Крым, находившийся под властью Римской империи, был сослан на каторгу святитель Климент Римский, и, по преданию, нашёл здесь более 2000 христиан. Ко времени его мученической кончины в 104 году в разных местах полуострова насчитывалось 75 христианских общин, имевших для молитвы храмы, высеченные в горах и сохранившиеся до наших дней. Древнейшим можно считать Инкерманский, куда был сослан святой Климент.

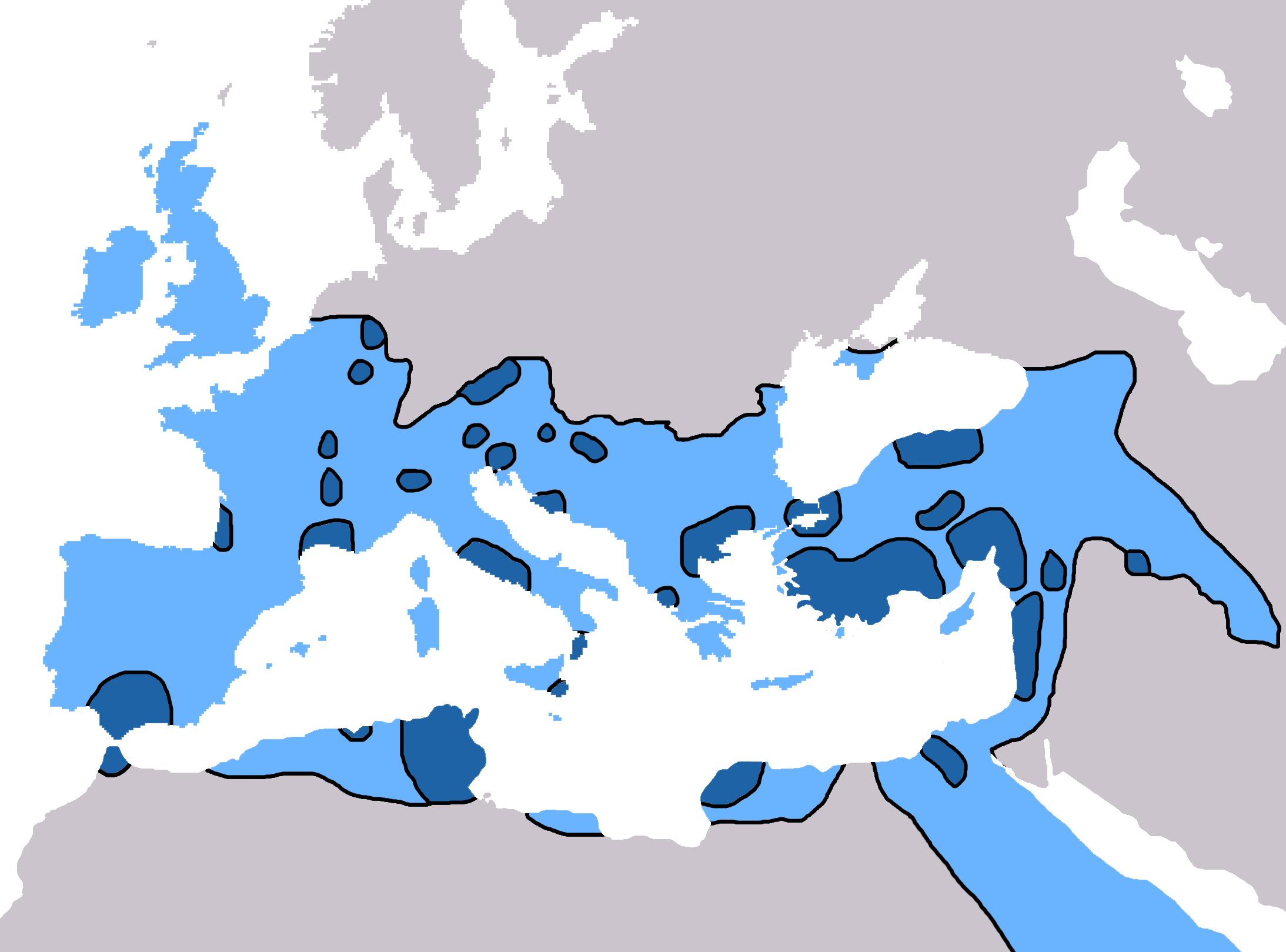
Распространение христианства к 325 году
Распространение христианства к 600 году

Ко времени I Вселенского собора в 325 году существовали Босфорская и Херсонесская (Корсунская) епархии; в том же веке была учреждена Фулльская епархия; в VIII веке возникла Готфийская (Готская) кафедра; а в 715 году появилась также Сугдейская (Сурожская) епархия. Таким образом, в эпоху расцвета Византии на полуострове располагались пять епархий с центрами в древних греческих колониях на южном побережье и в Готии — земле переселившихся сюда христиан-готов. В то время как остальное готское население бывшего королевства Ойум перешло из арианства в преобладавшее среди хазар, а затем половцев несторианство или иудаизм (так как не допускавшиеся в православные храмы ариане имели право молиться в синагогах), Крымские готы постепенно полностью перешли из арианства в православие.
К XII веку здесь существовало четыре православные епархии: Судгейско-Фульская, Херсонская, Готская и Боспорская, в юрисдикции Константинопольского Патриархата.
Северная часть Крыма ещё в XIII веке была занята татарами. Ещё ранее, с начала XIII века происходила итальянская колонизация, причём вначале формально итальянцы владели колониями совместно с местными кипчакскими, а затем татарскими правителями Крыма. Около 1380 года южным побережьем Крыма, кроме горной части Готии, где закрепилось православное княжество Феодоро, полностью завладели генуэзцы, так как хан Тохтамыш отказался от совместного владения колониями с полностью вытеснившими из Крыма венецианцев генуэзцами, а те прекратили поддерживать его противника Мамая.
В середине XV века к Готфийской епархии была присоединена Херсонская, а в 1485 году — Сурожская. В XV веке турки с помощью крымских татар захватили южный Крым, и полуостров вошёл в состав Крымского ханства в вассальной зависимости от Османской империи. Готфийские иерархи управляли угнетённой паствой Крыма вплоть до исхода православных в 1778 году, во главе со святителем Игнатием Готфийским, в пределы Российской империи.
В апреле 1784 года земли присоединённого к России в 1783 году Крымского ханства вошли в состав в Славянской и Херсонской епархии (кафедра в Полтаве). Готфийская епархия продолжала существовать до 1786 года, после чего до 1799 года ей преемствовала полусамостоятельное Феодосийское викариатство.
Между 1799 и 1859 годами в Крыму не было своего православного архиерея и полуостров управлялся Екатеринославскими (бывшими Славянскими), а с 1837 года — Херсонскими архиереями.

### История епархии
Высочайшей резолюцией от 16 ноября 1859 года, по ходатайству жителей Таврической губернии, на территории полуострова была учреждена самостоятельная Таврическая епархия путём выделения из состава Херсонской. С образованием самостоятельной епархии церковная жизнь стала шириться: менее чем за десять лет появилось более ста новых приходов, активизировали свою деятельность монастыри, открылись мужские духовные училища. При епископе Гурии (Карпове) начала работу Таврическая духовная семинария, стал издаваться журнал «Таврические епархиальные ведомости».
После разгрома коммунистами армии Петра Врангеля в ноябре 1920 года, в 1920-е—1930-е годы Церковь в Крыму подверглась жестоким гонениям: закрывались монастыри и храмы, тысячи верующих и священников были репрессированы и убиты. Лишь в условиях немецкой оккупации верующим удалось возобновить богослужения в ряде храмов.
Во время очередной атеистической волны в 1960—1962 годах в Крыму было закрыто около 50 православных приходов. На протяжении почти 20 лет на полуострове действовало только 14 православных храмов. Православие в Крыму стало возрождаться лишь в конце 1980-х годов.
В состав восстанавливаемой Симферопольской епархии до 2008 года входила вся территория Крыма. Решением Синода УПЦ от 11 ноября 2008 года из состава Симферопольской епархии выделена Джанкойская епархия, куда вошли Джанкойский, Красногвардейский, Красноперекопский, Нижнегорский, Первомайский, Раздольненский и Советский округи. 20 декабря 2012 года из состава Симферопольской епархии выделена Феодосийская епархия в границах городов Феодосия, Керчь и Судак, а также Ленинского района. За правящим архиереем Синод оставил титул «Симферопольский и Крымский».
20 декабря 2012 года из состава Симферопольской епархии была также выделена самостоятельная Феодосийская епархия в пределах Феодосийского и Керченского благочиний.
7 июня 2022 года решением Священного синода РПЦ епархия, в числе прочих в Крыму, принята в непосредственное каноническое и административное подчинение патриарху и Священному синоду Русской Православной Церкви.

## Исторические названия
- 16.11.1859 — 1920-е годы - Таврическая и Симферопольская
- 1920-е — 1928 годы - Симферопольская и Таврическая
- 1928—1936 годы - Крымская
- с 1944 года - Симферопольская и Крымская

## Список правящих архиереев
- 7 января — 25 мая 1860 — Елпидифор (Бенедиктов)
- 29 августа 1860 — 28 августа 1867 — Алексий (Ржаницын)
- 28 ноября 1867 — 17 марта 1882 — Гурий (Карпов)
- 24 апреля 1882 — 9 марта 1885 — Гермоген (Добронравин)
- 9 марта — 11 мая 1885 — Алексий (Лавров-Платонов)
- 11 мая 1885 — 19 января 1897 — Мартиниан (Муратовский)
- 19 января 1897 — 19 августа 1898 — Михаил (Грибановский)
- июль 1898 — 14 сентября 1898 — Никон (Софийский) в/у, епископ Вольский
- 14 сентября 1898 — 26 марта 1905 — Николай (Зиоров)
- 26 марта 1905 — 5 ноября 1910 — Алексий (Молчанов)
- 19 ноября 1910 — 25 июня 1912 — Феофан (Быстров)
- 25 июня 1912 — 14 сентября 1921 — Димитрий (князь Абашидзе)
- 23 августа 1921—1924 — Никодим (Кротков)
- 1924 — 19 марта 1928 — Александр (Раевский) в/у, епископ Керченский
- 29 ноября 1928 — 25 июня 1930 — Дионисий (Прозоровский) в/у, епископ Феодосийский
- 25 июня 1930 — 11 августа 1931 — Арсений (Смоленец)
- 11 сентября 1931 — 2 декабря 1937 — Сщмч. Порфирий (Гулевич)

1936—1944 — вдовство кафедры
- 13 августа 1944 — 9 апреля 1946 — Иоасаф (Журманов)
- май 1946 — 11 июня 1961 — Лука (Войно-Ясенецкий)
- июнь — ноябрь 1961 — Алипий (Хотовицкий) в/у, епископ Полтавский
- 14 ноября 1961 — 12 июля 1965 — Гурий (Егоров)
- 1965 — Феодосий (Процюк) в/у, епископ Полтавский
- 8 октября 1965 — 7 октября 1967 — Леонтий (Гудимов)
- 7 октября 1967 — 31 мая 1973 — Антоний (Вакарик)
- 31 мая 1973 — 19 февраля 1990 — Леонтий (Гудимов)
- 19 февраля — 2 августа 1990 — Варлаам (Ильющенко)
- 2 августа — 24 ноября 1990 — Глеб (Савин)
- 2 декабря 1990 — 27 июля 1992 — Василий (Златолинский)
- 27 июля 1992 — 11 октября 2023 — Лазарь (Швец)
- с 11 октября 2023 — Тихон (Шевкунов)

## Викариатства
- Бахчисарайское
- Керченское (недейств., ранее — викариатство Сурожской епархии)
- Мелитопольское (недейств.)
- Севастопольское (недейств.)
- Ялтинское (возобновлено)

## Благочиния
Епархия разделена на 10 церковных округов:
- I Симферопольское благочиние
- II Симферопольское благочиние
- Алуштинское благочиние
- Бахчисарайское благочиние
- Евпаторийское благочиние
- Кировско-Белогорское благочиние
- Севастопольское благочиние
- Сакское благочиние
- Ялтинское благочиние
- Благочиние по делам монастырей

## Монастыри
- Балаклавский Свято-Георгиевский монастырь (мужской; Севастополь)
- Успенский пещерный монастырь (мужской; Бахчисарай)
- Монастырь во имя святого апостола Климента в Инкермане (мужской)
- Косьмо-Дамиановский монастырь (Алушта)
- Монастырь во имя святой Параскевы (женский; село Учебное (Верхняя Тополевка))
- Свято-Троицкий женский монастырь (женский; Симферополь)
- Монастырь во имя апостола Луки (мужской; село Лаки)
- Монастырь во имя святителя Николая Чудотворца (мужской; село Холмовка, Бахчисарайский район)
- Пещерный монастырь Феодора Стратилата, Челтер-Коба (Бахчисарайский район)
- Благовещенский пещерный монастырь

## СМИ
Епархиальные СМИ включают газеты:
- «Таврида православная»
- «Вестник Евпаторийского благочиния»
- «Живоносный источник» (Алушта)
- «Свет Сурожский» (Феодосия)
- «Покровский листок» (Севастополь)